# Алтия
Алтия (Алфия, лат. Althias, ср.-греч. Ἀλϑίας) — восточноримский военачальник гуннского происхождения, один из командующих федератами во время завоевания вандальской Африки силами Велизария. Принимал участие в наиболее важных сражениях войны, а после её окончания прославился, нанеся поражение вождю берберов в личной дуэли, заменившей собой сражение двух армий.

## Биография

### Происхождение, имя и внешность
Алтия был гунном по происхождению. Его имя по одной версии имеет тюркские корни, таким образом являясь образованным от «Althi», что означает «шесть», и суффикса «as». Кроме этого имени такое же происхождение имеет значительное число как личных, так и родовых имён, а также казахская фамилия Алтыев. По другой версии это имя имеет германское происхождение. Военачальник был худощавым и низкорослым.

### Военная биография
В 533 году Алтия был в числе девяти человек, которым император поручил командовать войсками федератов в экспедиции против королевства вандалов и аланов. Остальных 8 звали Валериан, Киприан, Кирилл, Иоанн, Дорофей, Маркелл, Мартин и Соломон. По предположению византиниста Дж. Мартиндейла, Алтия мог быть одним из командиров федератов в битве при Дециме 13 сентября 533 года, когда эти силы оторвались от основных и, узнав о смерти Аммата, брата короля Гелимера, в дальнейшем были разбиты последним и были вынуждены вернуться к Велизарию дабы доложить о случившемся.
В ходе следующей битвы при Трикамаре 15 декабря того же года Алтию назначили одним из архонтов сил федератов. В этом качестве он руководил левым флангом армии империи. Согласно историку и секретарю Велизария Прокопию Кесарийскому, с ним флангом командовали Мартин, Валериан, Маркелл и Киприан. Общая численность группировки составляла от трёх с половиной до четырёх тысяч человек. При этом остальные гунны находились отдельно от войска, что позволяло им выбирать, к кому примкнуть. Сражение закончилось победой восточных римлян, когда все их силы, включая фланги, атаковали противника через ручей. Первым рухнул вражеский центр, за ним, под напором восточных римлян, в бегство обратились и фланги. Гунны преследовали врага вместе с остальными силами.
В следующем, 534 году Велизарий вернулся к императору в Константинополь, а Алтия в это время оставался в Африке. Ещё через год он во главе центурии, что находилась в неустановленном месте, но недалеко от Тигиза в Нумидии, отвечал за сохранность местных фортов. Когда в том же году бербер Иауда захватил регион и взял много добычи и пленных, Алтия прославился, совершив подвиг по возвращению земли под римское владычество: во главе отряда гуннов из 70 человек он захватил единственный крупный источник воды в регионе, что располагался в Тигизе, и вступил с Иаудой в единоборство вокруг него. Если вождю берберов требовалось захватить источник воды для своих людей, так как они страдали от жажды, то Алтия собирался вернуть захваченную противником добычу обратно. Эта битва военачальников заменила собой сражение между войсками. По словам Прокопия Кесарийского, Алтию удалось схватить рукой копьё, которое бербер метнул в него. Другой рукой же он воспользовался луком и убил коня Иауды. Вождю подали нового скакуна, и он бросился в бегство, увлекая за собой войско, напуганный ловкостью противника.
Год спустя в византийской Африке поднялось восстание во главе с военачальником Стотцей, однако Алтия не числится ни среди убитых, ни среди поднявших мятеж, ни среди участвовавших в подавлении антиимперского выступления.